# Schnapsen
Schnapsen是一种吃磴遊戲以及卡片遊戲，主要流行於巴伐利亚以及前奥匈帝国领土，Schnapsen已成为奥地利和匈牙利的國家級卡片遊戲。  Schnapsen需要高度集中注意力，因此社交場合不太适合玩這種卡片遊戲。 